# Pfühl
Pfühl ist ein veraltetes Wort für ein großes weiches Kissen oder Federbett.